# Vườn quốc gia Shebenik-Jabllanicë
Vườn quốc gia Shebenik-Jabllanicë (tiếng Albania: Parku Kombëtar Shebenik-Jabllanicë) là một vườn quốc gia nằm ở miền đông Albania, tiếp giáp với biên giới của Bắc Macedonia. Với diện tích 339,277 kilômét vuông (33.927,7 ha), nó có phong cảnh núi non đặc biệt với những hồ sông băng, thung lũng, rừng lá kim rậm rạp, rừng rụng lá và đồng cỏ núi cao. Vườn quốc gia có độ cao dao động từ 300-2.200 mét so với biển Adriatic tại đỉnh Shebenik trên dãy núi Jablanica, hai cái tên được lấy để đặt cho vườn quốc gia. Đây là nhà của một số loài động vật có nguy cơ tuyệt chủng và đang trở nên hiếm gặp ở Nam Âu là gấu nâu, sói xám và linh miêu Balkan. Sự phong phú về động vật hoang dã một phần có thể được giải thích bằng sự đa dạng của các loại thảm thực vật và vị trí xa xôi hiểm trở của khu vực.
Vườn quốc gia là một trong số những nơi có cảnh quan gồ ghề nhất ở khu vực phía đông của đất nước, với địa hình được chạm khắc bởi các sông bằng vào thời kỳ Băng hà Đệ Tứ. Đây là nơi có 14 hồ sông băng, cao nhất nằm ở độ cao từ 1.500 đến 1.900 mét so với biển Adriatic. Các đài băng nhỏ khá phổ biến ở trên dãy núi và trong cả các sườn trũng của nhiều ngọn núi. Hai dòng sông chảy và nhiều suối nhỏ chảy qua khu vực, bao gồm sông Qarrishte và Bushtrice, cả hai đều dài 22 km. Shebenik-Jabllanicë được cho là một trong những phạm vi sống chính còn lại của linh miêu Balkan, một phân loài của linh miêu Á-Âu.
Khu vực này nằm trong vùng sinh thái rừng hỗn hợp Dãy núi Dinaric trên cạn của rừng lá rộng và hỗn hợp ôn đới Cổ Bắc giới. Các khu rừng là nhà của một số loài thực vật, động vật có vú và nấm quý hiếm. Ở sườn phía bắc của dãy núi là nơi sinh trưởng của Sồi, Linh sam, Thông, liễu tím, phong Na Uy, bạch dương bạc và linh sam bạc. Các loài chim có thể kể đến đại bàng vàng, gà gô phương Tây, cút nâu lục nhạt.
Vườn quốc gia được quản lý bởi ban giám đốc thuộc Bộ Môi trường với trụ sở tại Librazhd và Prrenjas. Đây là vườn quốc gia lớn thứ hai tại Albania và là một trong những vườn quốc gia mới nhất được thành lập. Trong ranh giới vườn quốc gia là khu bảo tồn thiên nhiên Rajca, một khu vực tự nhiên có diện tích 2.129,45 hécta (21,2945 km2) được UNESCO công nhận là Di sản thế giới như là một phần của Các khu rừng sồi nguyên sinh trên dãy Carpath và các khu vực khác của châu Âu. Đáng chú ý, nó cũng là một phần của Vành đai xanh châu Âu khi nó là nhà của nhiều loài động thực vật có nguy cơ tuyệt chủng. Vùng núi Shebenik, Jablanica và khu vực Rajcë đã được Plantlife công nhận là Khu vực thực vật quan trọng có tầm quan trọng quốc tế.

## Địa lý

Toàn cảnh của vườn quốc gia.

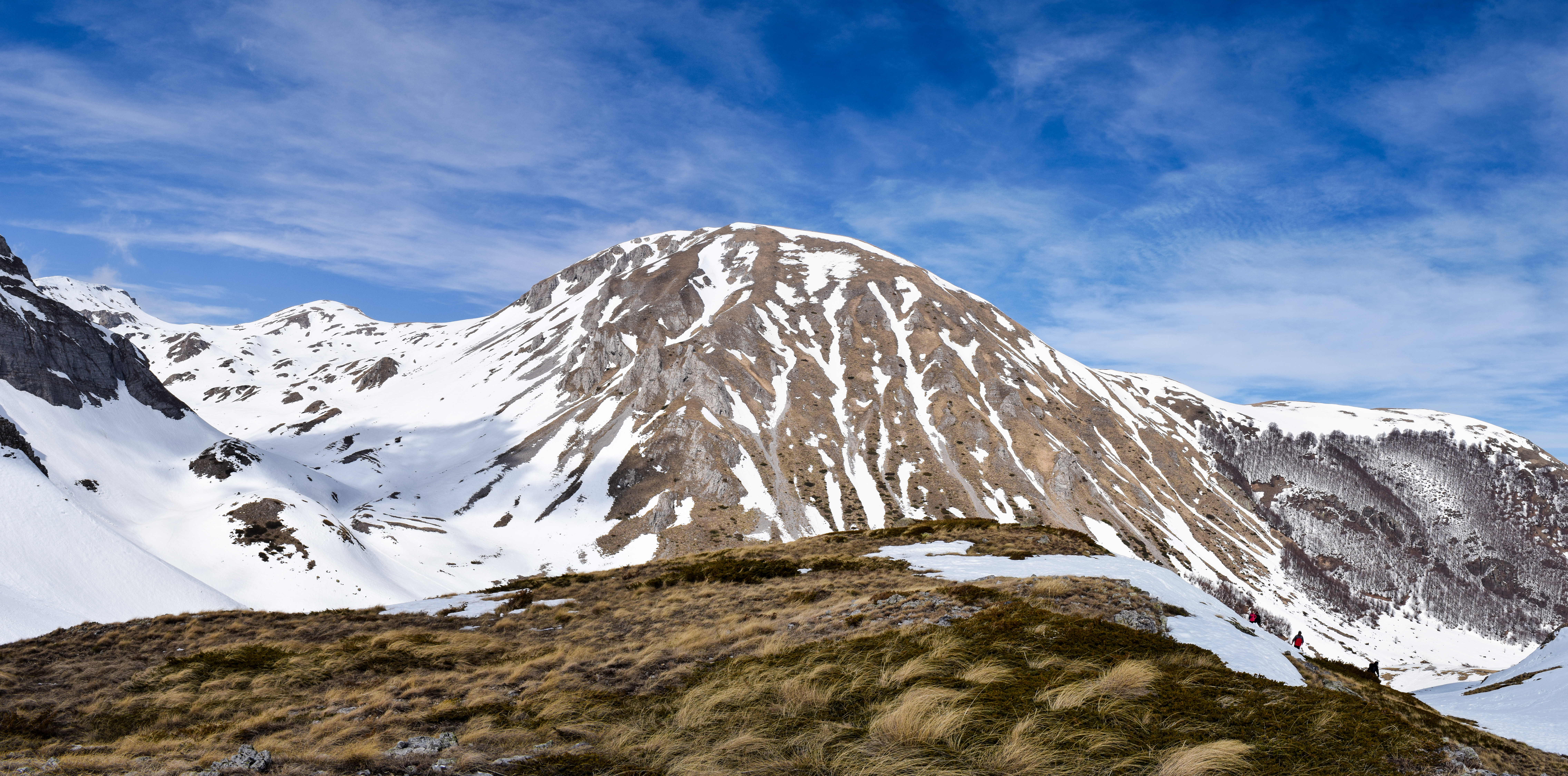
Núi Strizhak trong khu vực dãy núi.

Vườn quốc gia Shebenik-Jabllanicë nằm ở phía bắc của hồ Ohrid, dọc theo biên giới giữa Albania và Bắc Macedonia ở phía đông. Nó nằm từ vĩ độ 41° và 10° Bắc và kinh độ 20 ° đến 30 ° Đông. Với diện tích 339,277 km2 (130,996 dặm vuông Anh) thuộc hạt Elbasan, vườn quốc gia tạo thành một phần quan trọng của Vành đai xanh Nam Âu vì là môi trường sống tự nhiên vô cùng quý giá của hệ động thực vật có tầm quan trọng quốc tế. Các thị trấn quan trọng nhất gần vườn quốc gia là Librazhd và Prrenjas.
Shebenik-Jabllanicë có lịch sử địa chất đa dạng và phức tạp. Nó bao gồm hầu hết các khối núi của Shebenik và Jabllanicë. Hình thành địa chất của nó diễn ra từ kỷ Tam Điệp cho đến kỷ Jura. Được hình thành trong quá trình hình thành nguồn gốc Variscan, những ngọn núi chủ yếu được hình thành bởi các loại đá siêu cứng và biến chất. Tuy nhiên, đá vôi cũng là một trong những loại đá phổ biến nhất và thường được tìm thấy ở các phần phía nam và đông nam của Shebenik.
Tầng đá gốc của các vành đai rừng trong vườn quốc gia chủ yếu là hình thành từ các loại đá giàu cacbon và karst. Khu vực này bị chi phối đáng kể bởi những ngọn núi được hình thành thành và mang hình dạng như hiện tại bởi những dòng sông băng khổng lồ vào kỷ băng hà cuối cùng. Bằng chứng về tác động của băng hà được nhìn thấy trên khắp vườn quốc gia dưới hình dạng thung lũng hình chữ U, các đài băng và một số hình khối của nước. Kể từ khi kết thúc kỷ băng hà, các trầm tích lắng đọng trên tầng đá gốc, điều này giải thích tại sao khu vực này cho đến ngày nay có khả năng phát triển phi thường.
Theo phân loại khí hậu Köppen, vườn quốc gia chủ yếu mang khí hậu lục địa ấm và có lượng mưa vừa phải dưới tác động mạnh mẽ của khí hậu Địa Trung Hải. Khí hậu bị ảnh hưởng bởi độ cao với nhiệt độ giảm dần ở khu vực có độ cao cao hơn. Lượng mưa trung bình hàng năm dao động trong khoảng từ 1.300 milimét (51 inch) đến 1.800 milimét (71 inch) tùy theo khu vực địa lý và loại khí hậu.

## Đa dạng sinh học

### Hệ sinh thái

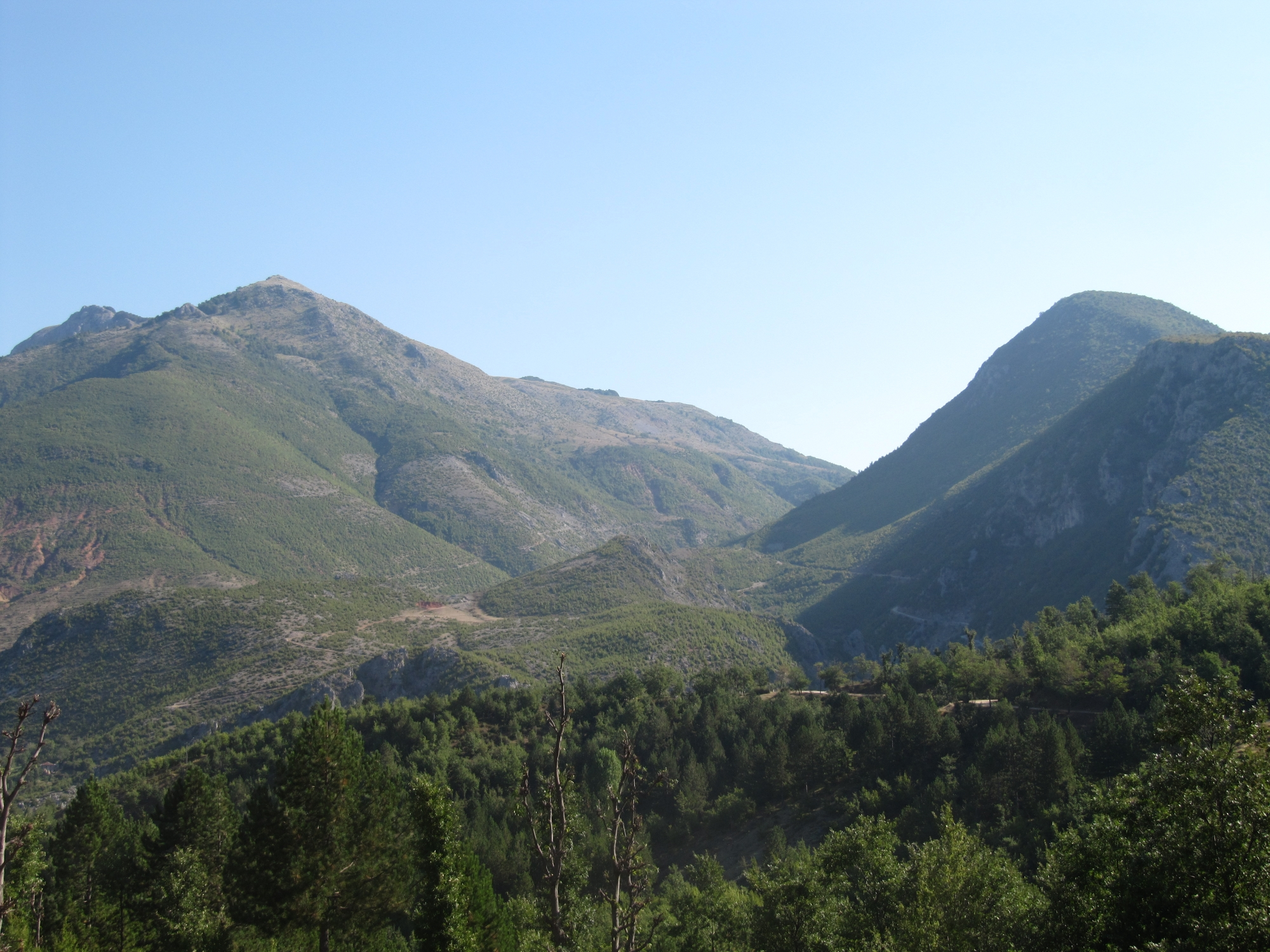
Rừng sồi cổ Rrajcë là một phần của di sản thế giới Các khu rừng sồi nguyên sinh trên dãy Carpath và các khu vực khác của châu Âu được UNESCO công nhận.

Vườn quốc gia có các hệ sinh thái tương phản và đa dạng được xác định chủ yếu bởi địa hình, khí hậu, thủy văn và địa chất. Những yếu tố này thay đổi khi độ cao tăng và do đó tạo ra nhiều môi trường sống khác nhau, nơi các loài thực vật khác nhau cùng phát triển trong cộng đồng, từ đó cung cấp môi trường sống thuận lợi cho nhiều loại động vật hoang dã.
Hệ sinh thái núi cao là nơi có sự đa dạng về địa hình với những khúc sông, hồ băng, đồng cỏ rộng lớn được bao quanh bởi dãy núi cao và chính vì thế ở khu vực này có sự đa dạng đáng chú ý về các loài động thực vật. Vườn quốc gia có 14 hồ sông băng bị chi phối bởi địa hình đồi núi khiến chúng khác nhau đáng kể về kích thước, hình dạng và đáng chú ý nhất là chiều sâu. Chúng là môi trường sống trong phạm vi hẹp cho một số loài hoa và động vật, bao gồm cây bụi, thảo mộc, cỏ, cây lâu năm và thực vật có hoa.
Hệ sinh thái rừng chiếm diện tích lớn trong vườn quốc gia và mở rộng lên độ cao cao hơn, đặc biệt là dọc theo thung lũng và sông suối. Những khu vực này cung cấp môi trường sống quan trọng cho các loài chim dễ bị thương tổn và nhiều loài khác. Vườn quốc gia sở hữu những khu rừng lá kim, hỗn giao và rụng lá, một số trong đó khá cổ vì nằm ở những khu vực không thể tiếp cận được.  Các khu rừng rụng lá chủ yếu là sự có mặt của sồi châu Âu, một loài đặc biệt có mặt trong gần như toàn bộ ranh giới vườn quốc gia. Trong những khu rừng này, những cây lá kim như linh sam bạc châu Âu, thông Bosnia và thông Macedonia cũng được tìm thấy, nhưng sồi vẫn là loài phong phú hơn cả.

### Động vật

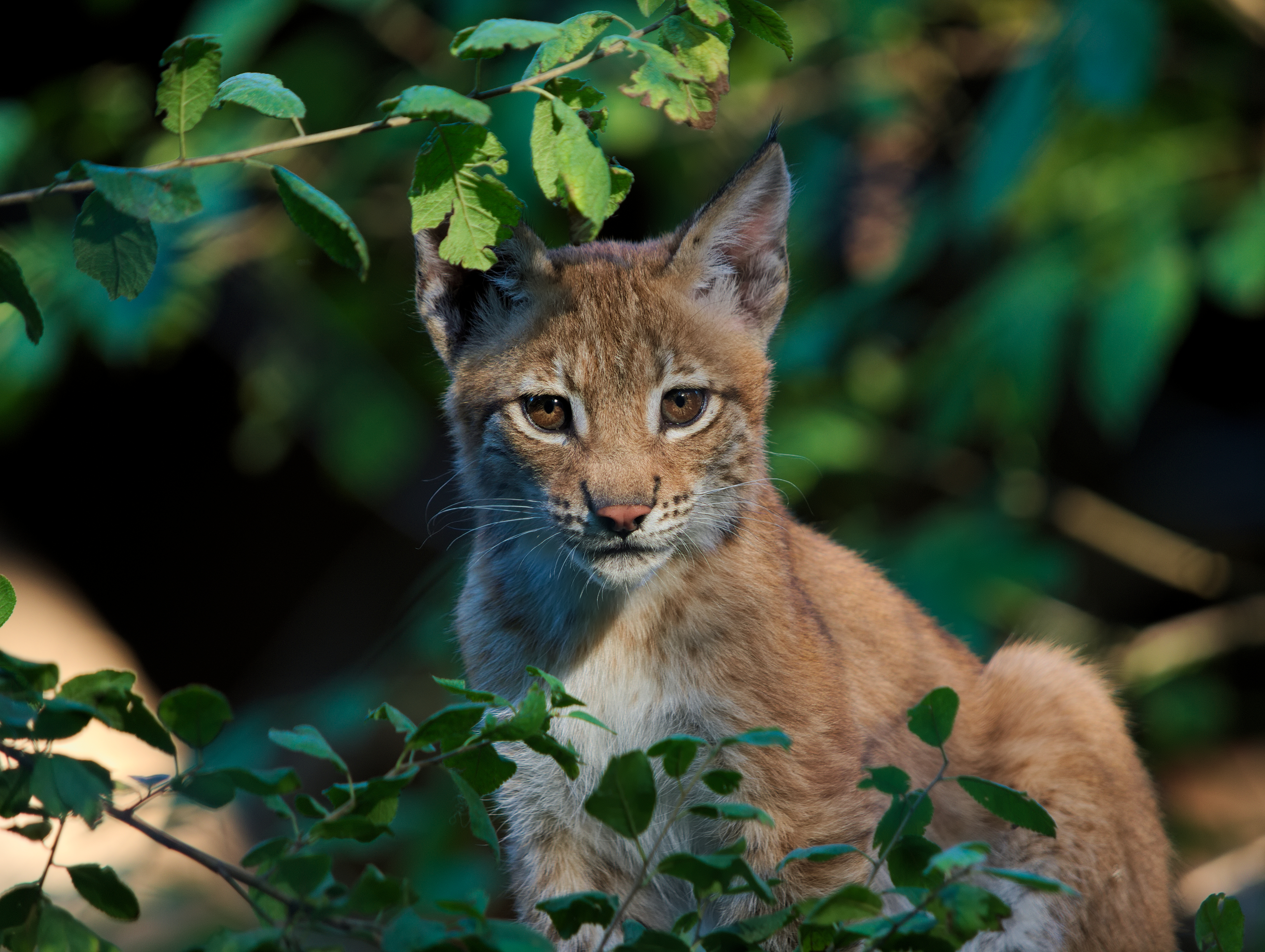
Linh miêu Balkan, một phân loài của linh miêu Á-Âu tại vườn quốc gia, mặc dù chúng hiếm khi được thấy.

Hệ động vật của vườn quốc gia rất đa dạng và chủ yếu là những loài điển hình của hệ sinh thái Nam Âu. Vườn quốc gia đóng vai trò là hành lang sinh thái quan trọng đối với nhiều loài động vật, bao gồm cả nhiều loài có nguy cơ tuyệt chủng ở cả Albania và bán đảo Balkan. Tình trạng của hầu hết các loài trong vườn quốc gia là không rõ, do thông tin không đầy đủ hoặc không có sẵn.
Shebenik-Jabllanicë là nơi có khoảng 30 loài động vật có vú. Động vật có vú mang tính biểu tượng nhất của vườn quốc gia chính là loài linh miêu Balkan, một loài cực kỳ nguy cấp và cực kỳ quý hiếm. Vào ngày 21 tháng 4 năm 2011, một nhóm nghiên cứu Bảo vệ và Bảo tồn Môi trường Tự nhiên Albania đã có được bức ảnh đầu tiên về một con Linh miêu Balkan còn sống sót trong ranh giới của vườn quốc gia. Cáo đỏ và sói xám có thể thường thấy tại vườn quốc gia, còn gấu nâu ít bắt gặp hơn. Một nghiên cứu khác đã chỉ ra rằng, những loài động vật có vú rất hiếm khác ở Albania là hoẵng châu Âu và hươu đỏ cũng được tìm thấy trong ranh giới vườn quốc gia. Vườn quốc gia cũng chứa nhiều môi trường sống phù hợp hỗ trợ cho các quần thể động vật lớn gồm triết bụng trắng, chồn sồi, chồn ecmin, lửng châu Âu. Mặc dù hiếm khi nhìn thấy, nhưng dơi là sinh vật hấp dẫn và tại đây có tới 18 loài. Đồng cỏ, rừng cây và bụi rậm là một khu bảo tồn quan trọng của dơi lá mũi lớn, dơi lá mũi nhỏ và dơi lá mũi Địa Trung Hải.
Vườn quốc gia là nơi sinh sống của hơn 88 loài chim khác nhau với sự hiện diện của các loài đặc trưng của cả châu Âu và Địa Trung Hải. Các loài chim đa dạng sống rộng khắp các môi trường sống khác nhau, nhưng nhiều nhất tại các khu rừng sồi và thông, nơi chúng có vị trí tốt để làm tổ. Đại bàng vàng được tìm thấy ở những khu vực núi đá, trong khi diều ăn rắn ngón ngắn được tìm thấy ở bất cứ nơi nào có những khu vực nước rộng lớn. Cắt lớn là một cư dân đáng chú ý tại trong và ngoài vườn quốc gia với những chiếc tổ trên vách đá và đá.
Có 10 loài lưỡng cư và 15 loài bò sát được tìm thấy trong vườn quốc gia. Một số loài quý hiếm và đặc hữu bao gồm rùa Hermann, thằn lằn cổ xanh, rắn trun, rắn roi đen.

### Thực vật
Về địa lý thực vật, vườn quốc gia nằm trong khu vực vùng sinh thái rừng hỗn hợp Dãy núi Dinaric và rừng hỗn hợp Balkan trên cạn của rừng lá rộng và hỗn hợp ôn đới Cổ Bắc giới. Hệ thực vật tại đây được quan tâm đặc biệt với nhiều loài đặc hữu trong nhiều môi trường sống khác nhau như rừng, cây bụi, đồng cỏ và thảo điền. Các khu rừng rậm rạp thường phát triển trên các thung lũng dốc và sườn núi là nơi có mặt chủ yếu của sồi, và đôi khi là linh sam bạc, thông Bosnia và thông Macedonia. Một loạt các cây bụi lớn, thường bị chi phối bởi tần bì Nam Âu, phỉ và bách xù gai, tạo nên một sự phong phú cho khu rừng.